# Cerco de Szigetvár

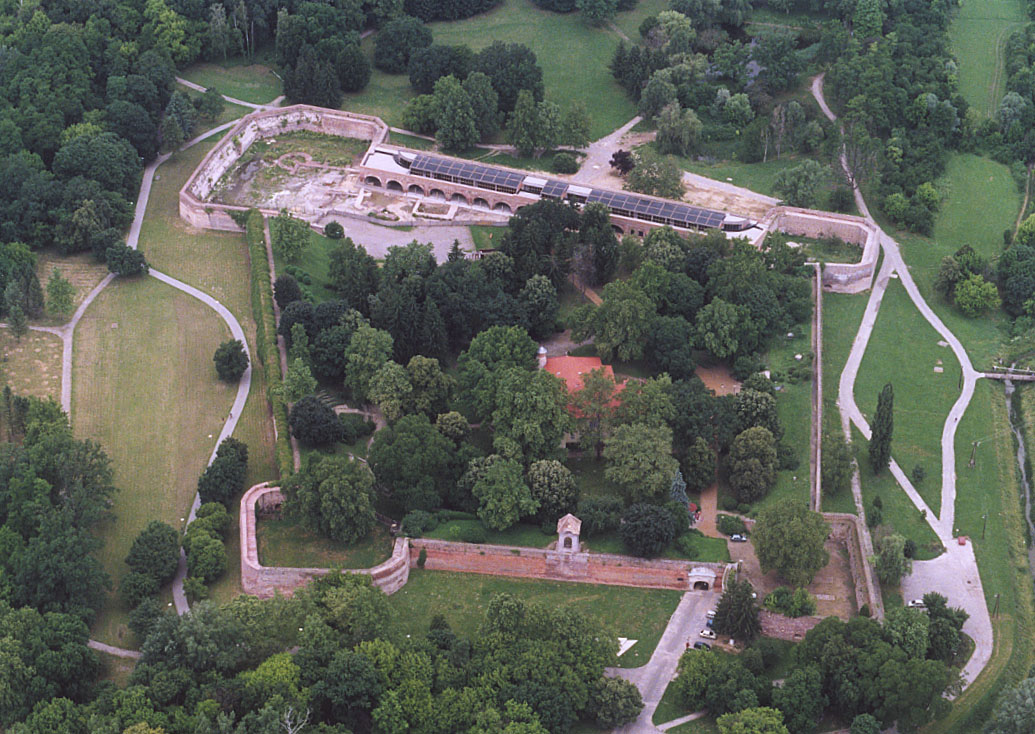
Foto aérea do castelo de Szigetvár.

O Cerco de Szigetvár, também chamado de Batalha de Szigetvár, foi o cerco de um pequeno forte localizado em Szigetvár, Hungria entre 6 de agosto e 8 de setembro de 1566, numa luta entre as forças de defesa da Monarquia de Habsburgo sob a liderança do conde croata Nikola Šubić Zrinski (em húngaro:  Zrínyi Miklós) e o exército invasor do Império Otomano sob o comando do sultão Solimão, o Magnífico.

## Preparativos para a campanha
O sultão Solimão, o Magnífico estava com 72 anos de idade, estava no governo otomano há 46 e havia comandado 12 campanhas militares até agora durante o seu governo. Ele não comandava uma campanha militar há pelo menos 11 anos. Este seria o seu 13º comando, uma campanha por insistência do seu grão-vizir Sokollu Mehmet Paşa, que era o verdadeiro comandante operacional das forças otomanas. As forças otomanas partiram de Istambul a 1 de maio de 1566 com uma espetacular procissão. O sultão não foi capaz de montar no seu cavalo e foi levado numa carruagem coberta puxada por cavalos por todo o trajeto a partir de Istambul. O exército otomano chegou ao local do castelo de Szigetvár no dia 6 de agosto de 1566. A grande tenda de guerra do sultão foi erguida na colina Similehov. O sultão permaneceu na sua tenda durante todo o período do cerco e recebia relatórios verbais dos progressos do cerco de seu grão-vizir, que estava no comando das operações.

## O cerco
As forças croatas de Zrinski, de dois mil e trezentos homens, entrincheiradas resistiram de agosto a setembro de 1566 e repeliram todos os três assaltos do grande exército otomano (com mais de 90.000 homens e 300 canhões) por várias semanas. Apesar de serem numericamente inferiores, o exército imperial não lhes enviou de Viena qualquer reforço.
Após muitos dias de cansativa e sangrenta luta, os defensores recuaram para a Cidade Velha; com a maioria dos croatas já mortos, esta foi a sua última posição. Os turcos tentaram fazer com que Zrinski se rendesse, oferecendo-lhe o governo sobre toda a Croácia (naturalmente, sob o controle otomano), mas em vão, Zrinski não aceitou.
Enquanto o cerco ainda prosseguia, Solimão, o Magnífico morreu de causas naturais no dia 6 de setembro. O grão-vizir Sokollu Mehmet Paşa decidiu manter o fato em segredo, a fim de não abalar o moral das tropas no final do cerco. Diz-se que o médico do sultão foi estrangulado para garantir que a notícia de sua morte não fosse propagada.
No dia seguinte, a batalha final foi conduzida. O castelo de Szigetvár foi queimado até que suas muralhas ruíssem com a colocação de enormes fogueiras alimentadas por toras de madeiras colocadas em cada um dos cantos do forte. Na manhã do dia 7 de setembro, os turcos lançaram bolas de fogo, "fogo grego" e fogo concentrado de artilharia. Logo, a última fortaleza croata estava ardendo em chamas. Todo o exército turco avançou contra a Cidade Velha, tocando tambores e gritando. Zrinski preparou-se para o seu último confronto.
O defensor Zrinski usava uma veste de seda, com uma chave dourada pendurada no peito e um chapéu com penas de garça, saiu do castelo montado em seu cavalo acompanhado dos 600 homens que ainda restavam das suas tropas. Ele foi gravemente ferido no peito e na cabeça por balas otomanas. Assim, no final, o heróico e obstinado comandante, que sobreviveu a um cerco que durou 36 dias, tombou morto por uma espada otomana. Os turcos tomaram o forte e efetivamente venceram a batalha. Apenas sete defensores conseguiram escapar através das linhas turcas.

## Consequências
O exército otomano sofreu grandes perdas, estimadas em 18.000 cavaleiros e 7.000 janízaros além de vários oficiais de alta patente.
Apenas quatro defensores sobreviventes foram mais tarde resgatados dos turcos. Um deles foi Gašpar Alapić, sobrinho de Zrinski que tornou-se um conde e sufocou uma revolta de camponeses croatas e eslovenos. Outro foi Franjo (Ferenc) Črnko, camareiro de Zrinski, que mais tarde escreveu o primeiro relato manuscrito do cerco. O seu relato detalhado, publicado em croata, alemão e latim, inclui uma pungente descrição das últimas horas de Zrinski antes da batalha final.
Acredita-se que a batalha atrasou o avanço otomano em direção a Viena naquele ano. É evidente que a batalha teve um efeito negativo sobre a saúde do velho sultão e sua posterior morte significando que qualquer avanço foi adiado; o grão-vizir teve de retornar com o exército para a capital otomana, Istambul, e resolver os problemas da sucessão.

## Representações na cultura
A batalha foi imortalizada no poema épico "O Perigo de Sziget" (Szigeti Veszedelem em húngaro) (1664) pelo bisneto de Zrinski, Nikola Zrinski, também um conde da Croácia. Foi um dos primeiros poemas épicos no idioma húngaro.
Considerado o melhor trabalho de Ivan Zajc é a ópera Nikola Šubić Zrinski onde a batalha é descrita e canta-se a canção patriótica croata (U boj, u boj).